# Darmani Rock
Darmani Rock (ur. 17 kwietnia 1996 w Filadelfii) – amerykański bokser kategorii superciężkiej, młodzieżowy wicemistrz olimpijski oraz młodzieżowy mistrz świata z 2014.

## Kariera amatorska
W kwietniu 2014 był uczestnikiem młodzieżowych mistrzostw świata w Sofii. W kategorii superciężkej (+ 91 kg) zdobył złoty medal. W finale mistrzostw pokonał Niemca Petera Kadiru, wygrywając z nim nieznacznie na punkty. W sierpniu 2014 został młodzieżowym wicemistrzem olimpijskim w kategorii superciężkiej. W finale przegrał na punkty z reprezentantem Niemiec Peterem Kadiru. 30 stycznia 2021 poniósł pierwszą porażkę w zawodowym ringu, przegrywając przez nokaut w trzeciej rundzie z Michaelem Polite Coffie.